# Amsterdams trammaterieel
De Amsterdamse tram heeft voor de dienst op de tramlijnen sinds 1875 over vele types en series Amsterdams trammaterieel beschikt.

## Paardentrams

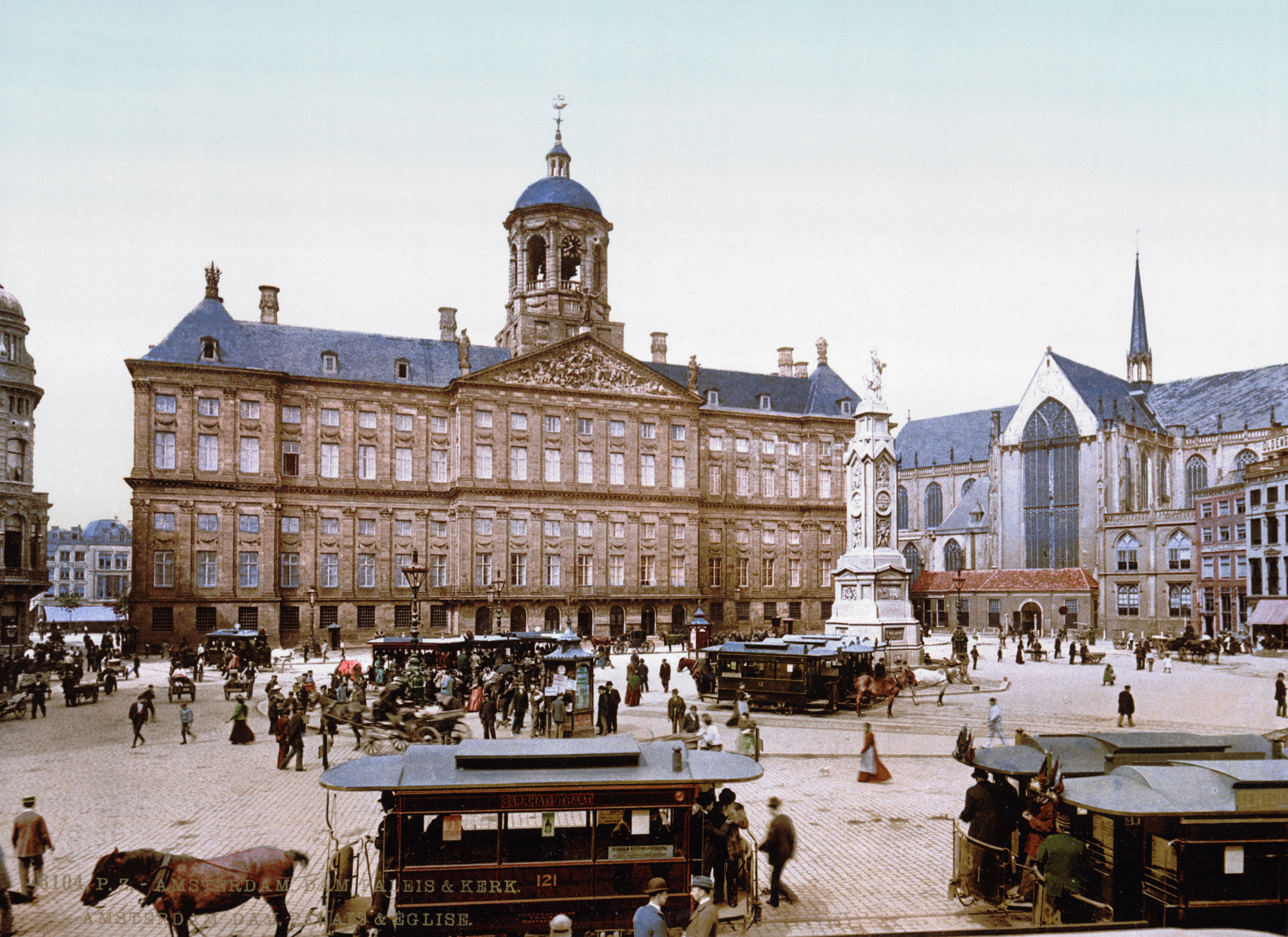
De Dam met paardentrams omstreeks 1900.

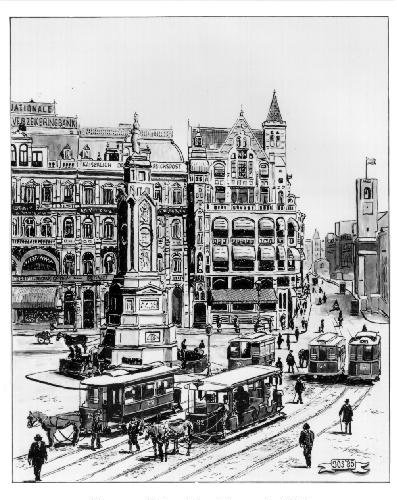
De Dam met paardentrams omstreeks 1903, naar een pentekening van Jos Wiersema.

Met de opening van de eerste paardentramlijn in Amsterdam in 1875 (Leidseplein – Plantage) werden door de Amsterdamsche Omnibus Maatschappij (AOM) ook de eerste paardentramwagens aangeschaft. In het eerste jaar verschenen er zes in het buitenland gebouwde wagens (nummers 1-2 van Starbuck en 3-6 van Bonnefond), in 1876 nog eens 14 (7-20) die door de Haarlemse fabriek van Beijnes werden gebouwd. Tot 1962 zou deze fabriek vele Amsterdamse trams leveren, waaronder een groot deel van de paardentrams.
In de volgende jaren breidde het wagenpark zich met de groei van het lijnennet steeds verder uit:
- 1877: de nummers 21-40
- 1878: de nummers 41-42 (gebouwd door J. Stephenson)
- 1879: de nummers 43-59; de 48 werd vernummerd in 60 (gebouwd door Herbrand)
- 1880: de nummers 61-74
- 1882: de nummers 75-88
- 1883: de nummers 89-151 (121 werd gebouwd door J. Stephenson)
- 1884: de nummers 152-178
- 1885: nummer 179
- 1888: de nummers 190-191, de 1-10 werden vernummerd in 180-189
- 1890: de nummers 192-195
- 1891: de nummers 196-205
- 1892: de nummers 206-207
- 1893: de nummers 208-219
- 1894: de nummers 220-225
- 1895: de nummers 232-237
- 1896: de nummers 238-255
- 1897: de nummers 256-261 en tot slot in 1900: de nummers 262-269.

Vanaf 1890 (nummers 192-261) werden alle trams gebouwd in de eigen werkplaatsen van de AOM. De laatste zeven wagens werden in 1900 door de Gemeentetram Amsterdam (GTA) gebouwd. Alle overige trams zijn gebouwd door Beijnes te Haarlem. Totaal zijn er tot 1900 voor de Amsterdamse tram 258 paardentramwagens gebouwd. Hiervan waren er tussentijds zeven verkocht of gesloopt, zodat er bij de overgang in 1900 van het paardentrambedrijf van de AOM naar de Gemeentetram 242 paardentramwagens overgenomen werden.
Aanvankelijk bleven deze dienstdoen als paardentram, maar in de volgende jaren werden zij meer en meer ingezet als bijwagens achter de nieuwe elektrische motorwagens. De laatste paardentrams reden in 1916 op de lijn Nassauplein – Sloterdijk, die toen werd geëlektrificeerd. Diverse paardentrams kregen nog een tweede leven bij trambedrijven elders in het land, waaronder de tram naar Sloten, die in 1921 in Amsterdamse handen kwam, zodat Amsterdam toen weer over enkele paardentrams beschikte. De laatste voormalige Amsterdamse paardentrams deden dienst bij de Nijmeegse tram in 1951.

## Elektrische motorwagens

### De eerste motorwagens - proefserie

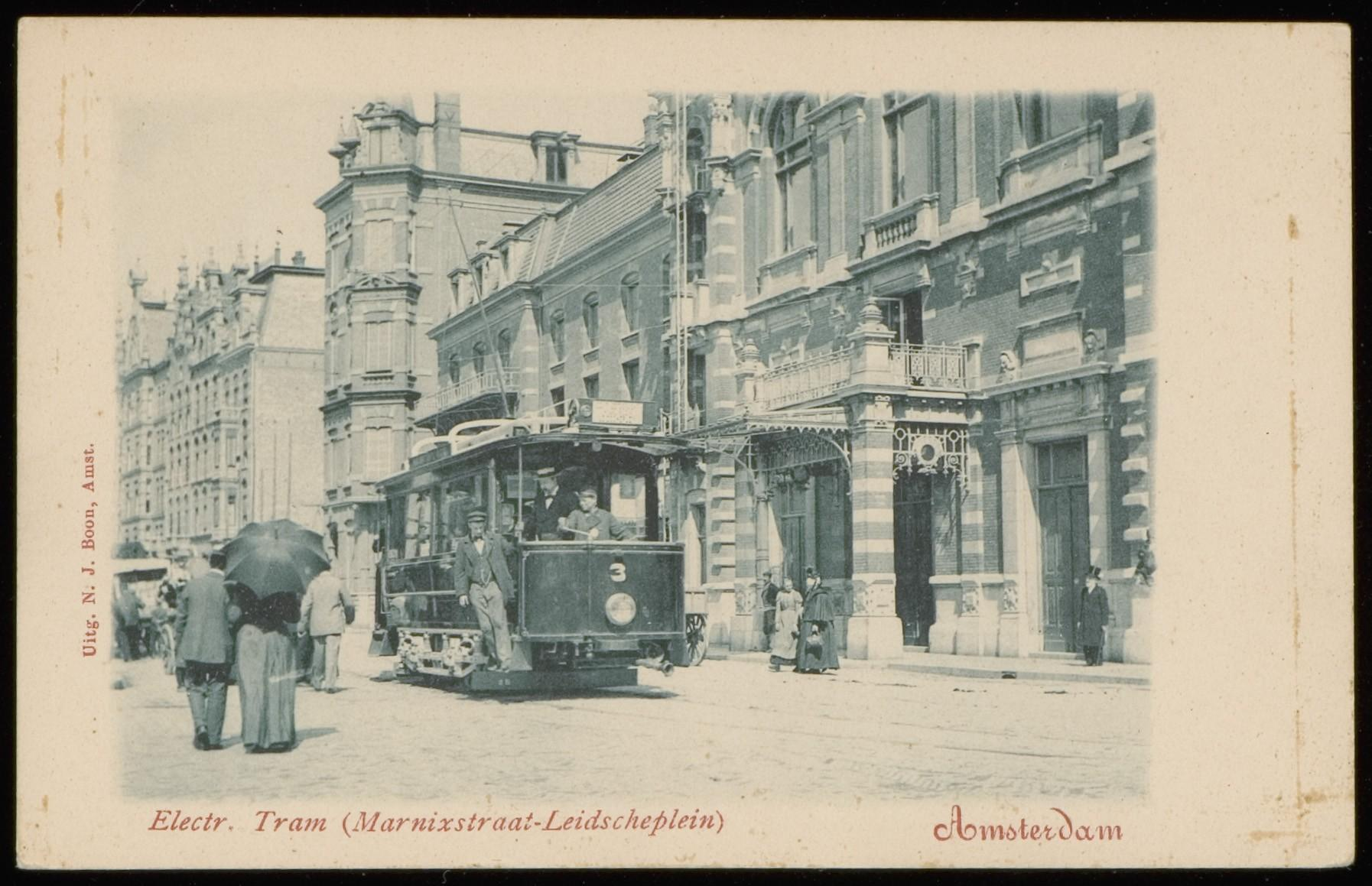
Motorwagen 3 (serie 1-10), nog met trolleystang, in de Marnixstraat bij de Stadsschouwburg, kort na het begin van de elektrische tram in Amsterdam; 1900.

Bij de opening van de eerste elektrische tramlijn in 1900 (lijn 10), kwamen de eerste tweeassige elektrische motorwagens met twee grote zijramen in dienst. De motorwagens 1-12 werden in 1900 gebouwd door Werkspoor te Amsterdam en waren van elektrische installaties van verschillende leveranciers voorzien. De ook in 1900 door Weyer gebouwde motorwagens van Amerikaans model (nummers 13 en 14) waren van een geheel afwijkend model met zes kleine zijramen. Deze veertien oudste elektrische trams waren aanvankelijk voorzien van een trolleystang, doch vanwege de vele beweegbare bruggen in Amsterdam was dit niet erg praktisch, in 1902 kregen de trams de sleepbeugel, waarin vanaf 1903 een beugelcijfer werd meegevoerd, zodat ook op grotere afstand het lijnnummer zichtbaar was. Deze eerste trams deden dienst tot 1931 en werden in 1935-37 afgevoerd of tot werkwagens verbouwd.

### Eerste generatie - Unions

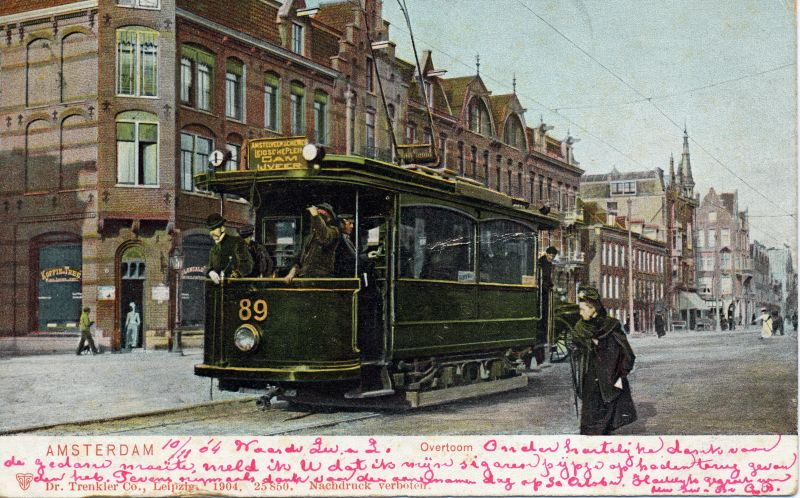
Motorwagen 89 op lijn 1 op de Overtoom; 1904.

Tussen 1902 en 1905 werd een serie van 215 grotendeels gelijke motorwagens met twee grote zijramen, met de nummers 15-229, gebouwd door Raab (Hongarije), Werkspoor (Amsterdam) en Van der Zypen (Keulen): Ungarische Waggon- und Maschinen Fabrik A.G. (15-39 en 50-154), Werkspoor (40-49 en 155-179) en Van der Zypen & Charlier (180-229).
Zij hadden een elektrische installatie van de Union Elektrizitäts Gesellschaft te Berlijn (UEG; die later opging in de AEG). Daarom werden deze trams de Unions genoemd. Drie decennia lang waren zij beeldbepalend voor de Amsterdamse tram en reden op bijna alle tramlijnen. Tussen 1931 en 1950 werden zij buiten dienst gesteld en afgevoerd tussen 1937 en 1958 (de laatste werkwagen in 1962). Twee motorwagens bestaan nog als museumtrams: de GTA 72 (ook als HTM 2) en de 144.

#### Glijers
De eerste uitbreiding van nieuw materieel volgde in 1908: zes motorwagens van Werkspoor van een vergelijkbaar model, maar dan met drie zijramen. Als gevolg van hun slechte remeigenschappen stonden zij bekend als 'Glijers'. Deze motorwagens 230-235 werden in 1941 en 1947 buiten dienst gesteld, resp. tot werkwagens verbouwd (afgevoerd in 1950).

### Tweede generatie - Grootbordessers

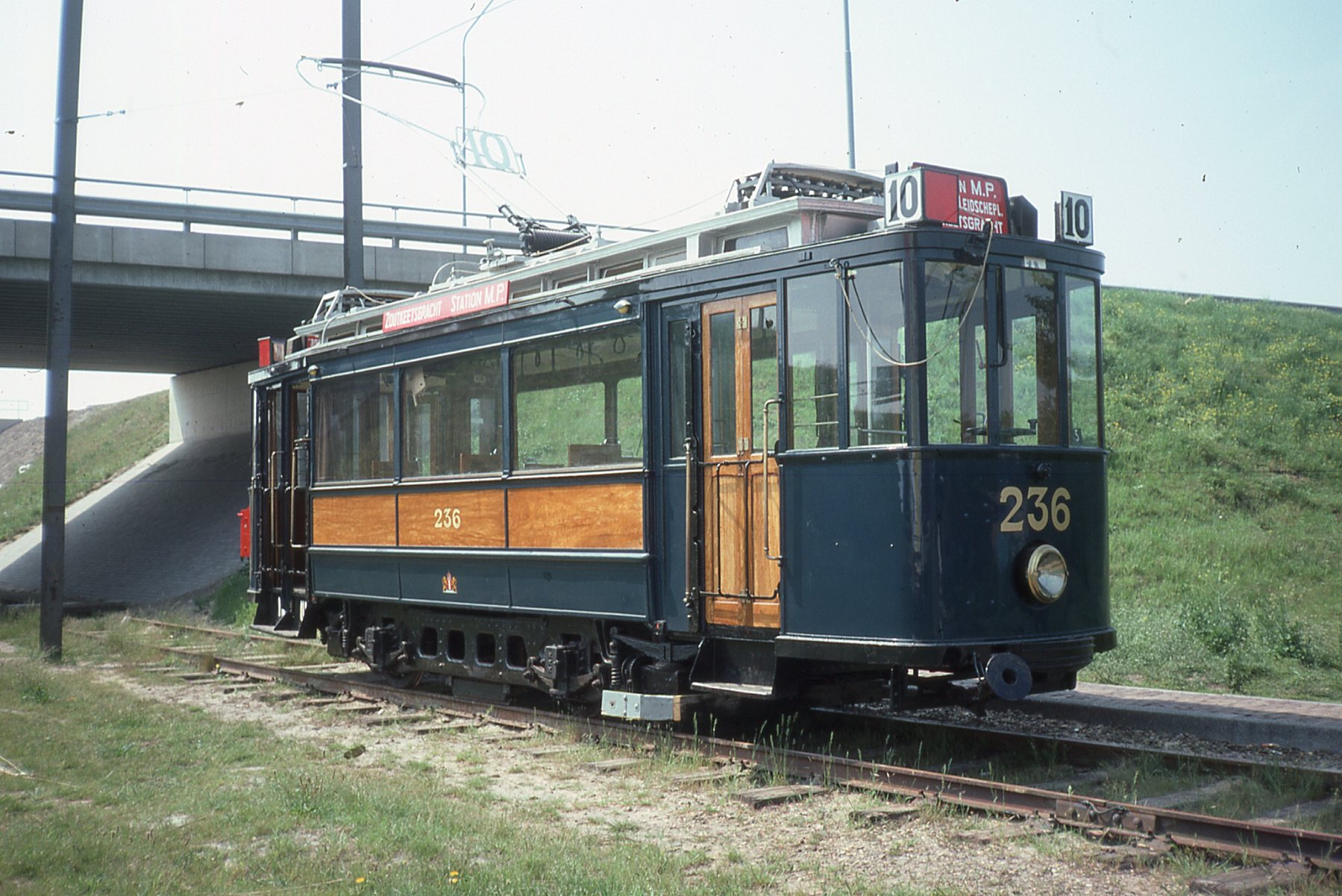
Motorwagen 236 uit 1913 op de Electrische Museumtramlijn Amsterdam; 1976.

Vanaf 1913 kwam een grote serie motorwagens in dienst die de 'tweede generatie' motorwagens van de Amsterdamse tram vormden. Ten opzichte van de 'eerste generatie' hadden zij grotere balkons met dubbele deuren, en werden daarom Grootbordessers genoemd. Zij hadden drie zijramen en werden alle gebouwd door Werkspoor. De eerste serie, de 236-300 uit 1913, had een elektrische installatie van AEG te Berlijn (waarin Union inmiddels was opgegaan). Na de levering van de 356-390, ook met een installatie van AEG, stonden zij vanwege hun lagere nummers ook wel bekend als 'lage AEG-ers'.
In 1918-1919 kwam een vervolgserie van nog eens 70 stuks, de 321-390, waarvan de eerste 35 een installatie van Siemens-Schuckert hadden en de tweede 35 weer een van AEG. Vanwege de aanwezigheid van een eerdere serie AEG-wagens werden deze wagens door hun hogere nummers ook wel 'hoge AEG-ers' genoemd. Tegelijkertijd werd een serie bijpassende bijwagens geleverd, de serie 701-880 (zie verderop). Ook de Grootbordessers waren vier decennia lang beeldbepalend voor de Amsterdamse tram en reden op bijna alle tramlijnen. Totaal werden er 135 motorwagens en 180 bijwagens van dit type afgeleverd.
Tussen 1947 en 1960 werden zij buiten dienst gesteld en afgevoerd. 18 motorwagens werden tot werkwagens verbouwd (17 pekelwagens en 1 rangeerwagen). Enkele motorwagens bestaan nog als museumtrams: de 1236 (ex-236), 321 en 340. Ook zijn er enkele pekelwagens bewaard (onder andere de P7, H41, H44, H45, H47; (ex-330) als dieselelektrische rangeerwagen).

#### Stoeltjeswagens

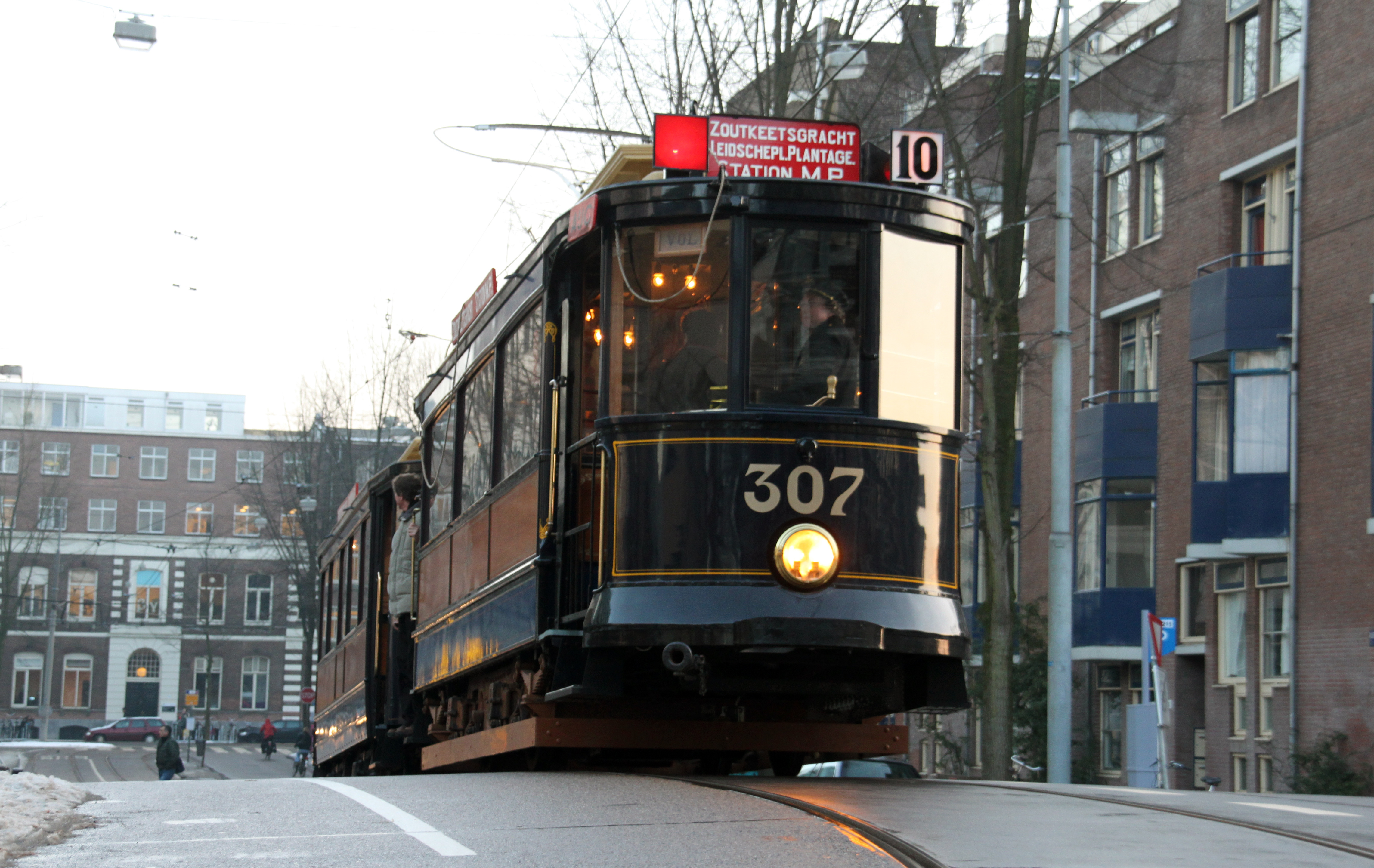
Stoeltjeswagen 307 in 2010.

Een in 1910 door Werkspoor gebouwde serie bijwagens werd in 1914 tot motorwagens verbouwd en vormde zo de serie 301-320. Omdat zij in afwijking tot de overige trams, die langsbanken hadden, over omklapbare dwarsbanken beschikten, werden zij Stoeltjeswagens genoemd. Zij deden dienst tot 1950 en werden afgevoerd tot 1956. Een motorwagen bleef bewaard als museumwagen, de 307.

#### Eenmanwagens
In 1922 werd een geheel afwijkende serie van vijf motorwagens geleverd door de Duitse fabriek Linke Hoffmann, met een elektrische installatie van Bergmann. Deze wagens, met de nummers 391-395, waren de eerste eenmanwagens in Amsterdam en speciaal bestemd voor kringlijn 22 om het Centraal Station, die dat jaar was ingesteld. In navolging van deze trams werden nog tientallen Unions verbouwd tot eenmanwagens. Vanaf de jaren dertig reden de Bergmann-wagens op lijn 18 naar Sloterdijk, tot de opheffing in 1951. De 393 werd nog als proef verbouwd tot eenrichtingwagen met gemoderniseerd front. In 1954 werd de gehele serie afgevoerd.

### Derde generatie - Blauwe wagens

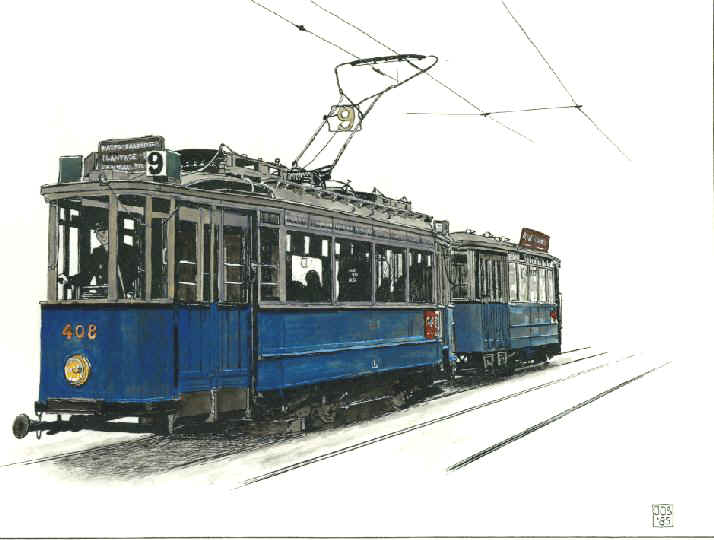
Een tweeasser uit 1929 naar een pentekening van Jos Wiersema. Dit tramtype deed dienst tot 1968.

Vanaf 1929 kwam een geheel nieuw tramtype in dienst dat was doorontwikkeld op eerdere tramtypen. Deze motorwagens waren langer dan hun voorgangers en hadden vier zijruiten. De balkons waren daarentegen weer korter dan die van de Grootbordessers. De vijftig door Werkspoor in 1929-1930 gebouwde motorwagens hadden een elektrische installatie van AEG of Siemens en kregen de nummers 396-445. Zij kregen als eerste trams een lichtere blauwe kleur met een grijze raampartij, in plaats van het donkerblauw met gelakte zijpanelen en deuren dat tot dan toe gebruikelijk was. Daarom werden de nieuwe trams Blauwe wagens genoemd.
Tegelijkertijd werd een serie van 30 bijpassende bijwagens 901-930 gebouwd door Beijnes te Haarlem. Deze trams hebben bijna vier decennia dienstgedaan en reden aanvankelijk alleen op de drukkere lijnen, later ook op andere lijnen. Zij werden afgevoerd tussen 1962 en 1968. Een motorwagen bleef als museumwagen bewaard: de 401.

#### Ex-bijwagens

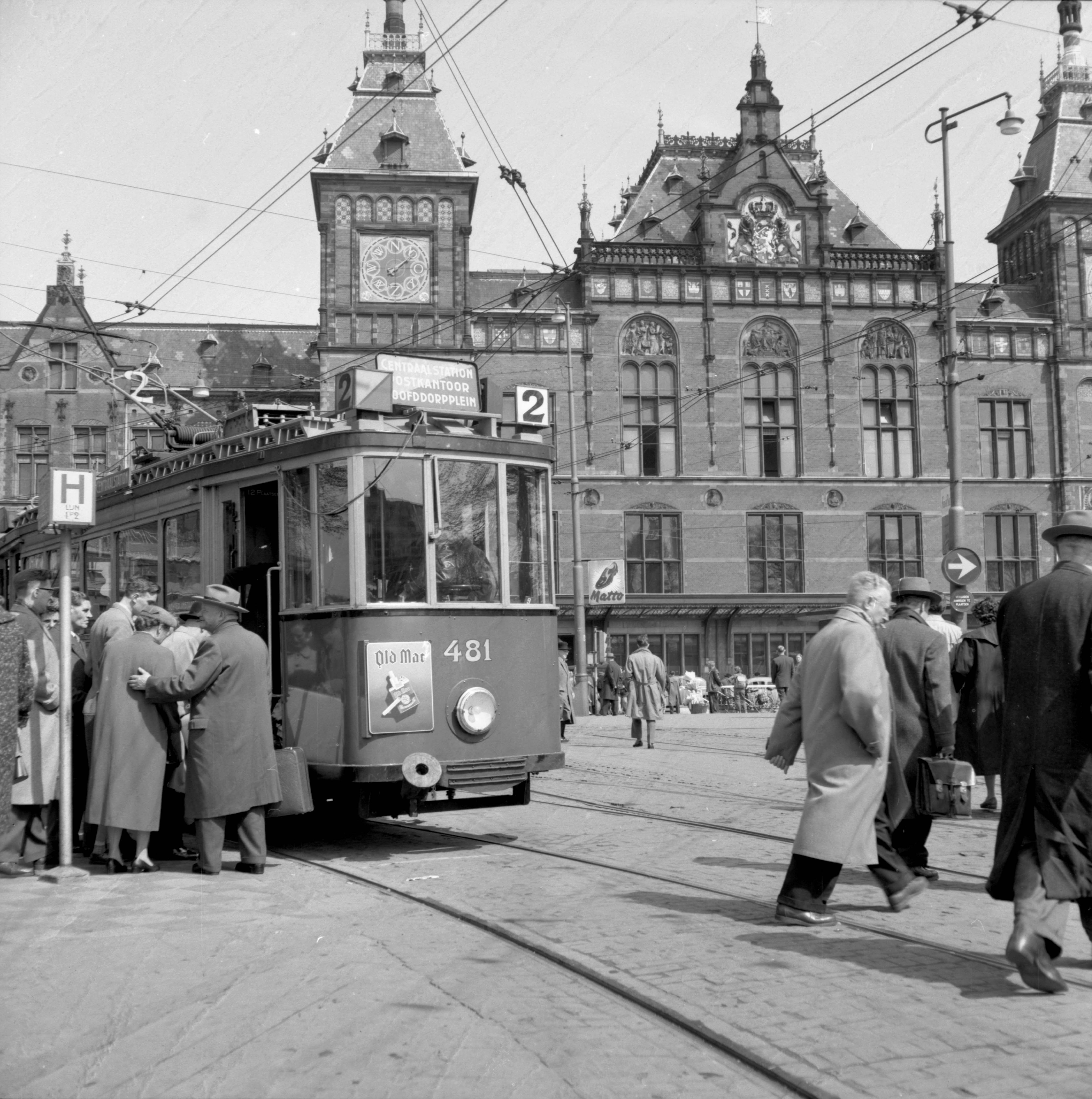
Motorwagen uit de serie 476-490 (verbouwde bijwagens) in 1957.

Omdat in de jaren dertig het gebruik van bijwagens verminderde werd een deel hiervan verbouwd tot motorwagens. De laatst geleverde bijwagens, de Blauwe wagens 901-930, werden in 1936-1938 verbouwd tot de motorwagens 446-475. Zij kregen een elektrische installatie van AEG, Siemens of Kiepe. Zij werden buiten dienst gesteld tussen 1962 en 1968. Enkele motorwagens werden bestemd tot werkwagens, andere werden museumwagens. Als museumwagens bestaan nu nog: 454, 464, 465, 467, 468, 469. Een motorwagen vertrok naar Engeland (de 474) en de 470 werd teruggebouwd tot bijwagen 916.
Na de succesvolle verbouwing van de 446-475 werden in 1938 nog vijftien bijwagens tot motorwagen verbouwd, nu van de oudere serie Grootbordessers. De uit 1913 daterende 701-707 en 709-716 werden de motorwagens 476-490. Zij deden dienst tot 1957 en werden vervolgens afgevoerd.

### Utrechtenaren

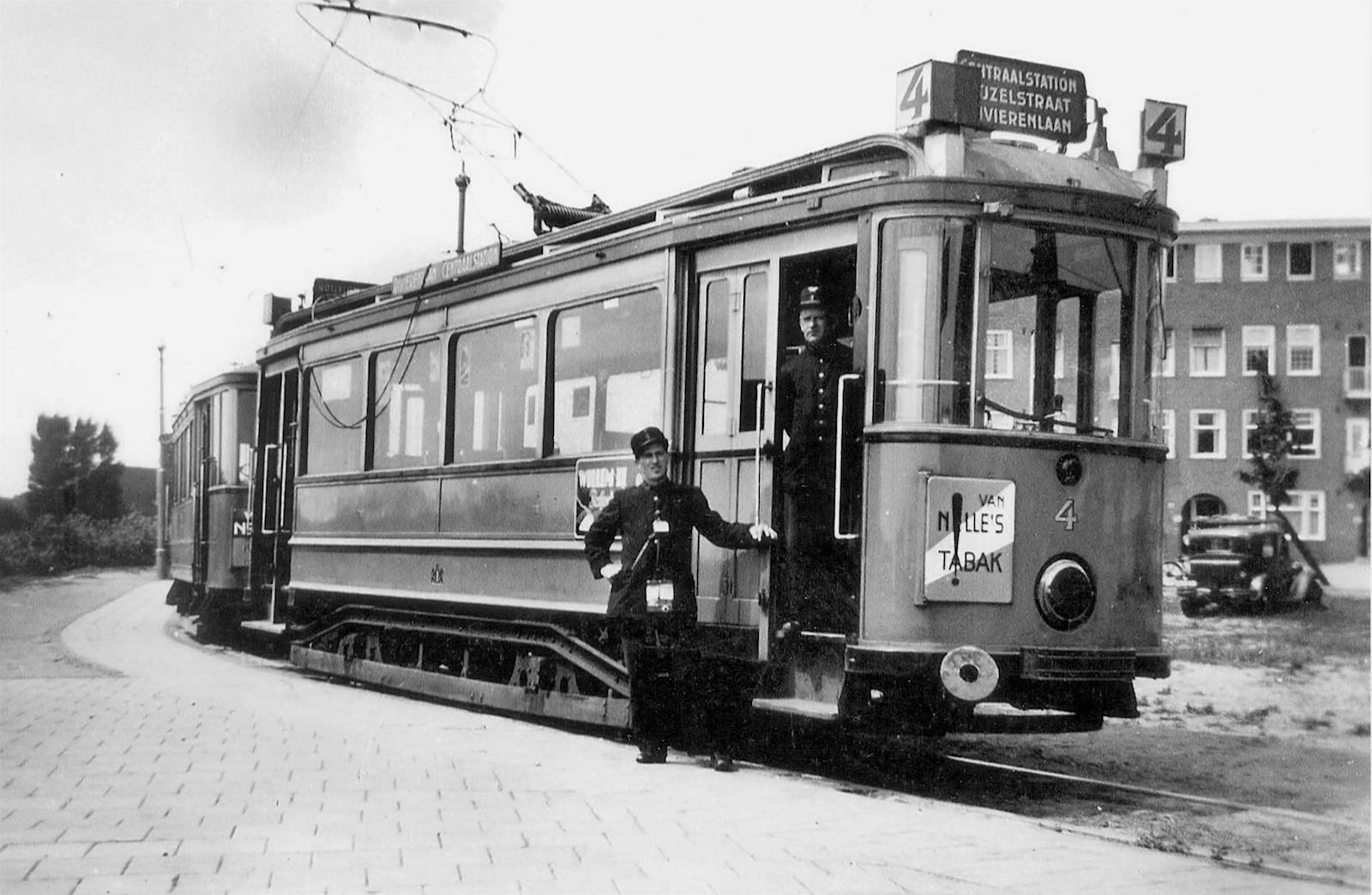
De in 1939 van de Gemeentetram Utrecht (GTU) overgenomen motorwagen 4 van de GTA op lijn 4 aan de Rivierenlaan; 1940.

In 1939 kocht de Gemeentetram Amsterdam van de in dat jaar opgeheven Gemeentetram Utrecht (GTU) de twaalf nieuwste motorwagens, gebouwd in 1927 door Werkspoor te Zuilen. De kosten waren 1000 gulden per wagen, wat ook voor die tijd uitzonderlijk gering was. Zij kwamen in bouw overeen met de motorwagens 290-299 die dezelfde fabriek een jaar eerder geleverd had aan de Haagse tram, maar waren iets langer. Deze motorwagens 67-78 werden aangepast aan het Amsterdamse trambedrijf (sleepbeugel in plaats van trolleystang, blauwe kleur in plaats van crème), kwamen in 1940 in dienst met de nummers 1-12 en kregen de bijnaam Utrechtenaren. In 1954 werden zij vanwege de komst van autobussen met dezelfde wagennummers vernummerd in 301-312 (de oorspronkelijke 'stoeltjeswagens' 301-320 waren inmiddels afgevoerd). Hun relatief zwakke AEG-motoren werden in 1957 vervangen door iets krachtiger exemplaren, afkomstig van de afgevoerde motorwagens 476-490. Utrechtenaar 12 (312) werd ingrijpend gemoderniseerd. Deze verbouwing was weinig succesvol, zodat de rest van de serie, afgezien van de verbouwing tot eenrichtingwagen, niet werd gewijzigd. De serie deed dienst tot 1961. Eén motorwagen bleef bewaard als museumtram. Dit was de 301 (oorspronkelijk GTU 75), die in 1990 is teruggenummerd in 1.

## Bijwagens

### Ex-paardentrams
Met de vervanging van de paardentrams door elektrische trams werden de paardentramwagens overbodig. Maar zij konden nog goed gebruikt worden als bijwagens achter de nieuwe elektrische motorwagens. Tussen 1900 en 1906 werden zij aangepast voor de elektrische dienst (elektrische remmen, verlichting). Zij behielden aanvankelijk hun oorspronkelijk nummers, 1-269. In 1916 werden de overgebleven ex-paardentrams vernummerd in 501-562 (gesloten bijwagens) en 566-600 (open bijwagens). De gesloten bijwagens werden buiten dienst gesteld tot in de jaren twintig, een deel werd nog bij andere trambedrijven verder gebruikt. Hiervan is er nog een bewaard gebleven, de RETM 404, die in Rotterdam al sinds 1931 museumtram is. Deze keerde bij Amsterdamse tramjubilea in 1975 en 2000 tijdelijk terug in Amsterdam en reed mee in tramoptochten met het oorspronkelijke nummer AOM 64.
De open bijwagens 566-588 deden nog dienst tot 1937, waarna zij werden afgevoerd, de 589-600 deden 's zomers nog dienst tot 1943, zij werden afgevoerd in 1947. Omdat het ontbreken van een open bijwagen als museumtram als een gemis werd gevoeld werd in 1990 een replica van de 600 gebouwd.

### Eerste generatie bijwagens
Met de uitbreiding van het elektrische tramnet en de toename van het vervoer waren de ex-paardentrams na enige jaren al niet meer voldoende. Vanaf 1910 werden de eerste speciaal voor de elektrische tram nieuwgebouwde bijwagens geleverd. Dit betrof een serie van twintig door Werkspoor te Amsterdam gebouwde bijwagens met de nummers 401-420. Omdat zij nogal zwaar waren uitgevoerd waren zij eigenlijk niet geschikt als bijwagens. Daarom werden zij in 1914 verbouwd tot de motorwagens 301-320. Bijwagen 407 is bewaard als museumtram in zijn gedaante als motorwagen 307 en gerestaureerd in de staat van 1914.

#### Honderd bijwagens
Vervolgens werden in 1912-1913 nog 100 bijwagens afgeleverd. Hiervan waren er 18 open bijwagens, gebouwd door Allan te Rotterdam in 1912, die de nummers 453-470 kregen. Voorts kwamen er nog 82 gesloten bijwagens, waarvan er 32 gebouwd werden door Werkspoor in 1912, die de nummers 421-452 kregen en 50 werden er gebouwd door Uerdingen in 1913, zij kregen de nummers 401-420 en 471-500. De 421-430 hadden vier zijruiten, de overige hadden vijf zijruiten. In 1917 werden alle honderd bijwagens vernummerd: de open bijwagens 453-470 werden 601-618, de gesloten bijwagens 401-420 werden 619-638, de 421-452 werden 639-670 en de 471-500 werden 671-700.
De open bijwagens werden in 1943 buiten dienst gesteld en in 1947 afgevoerd. De gesloten bijwagens werden tussen 1940 en 1957 buiten dienst gesteld en afgevoerd. Negen bijwagens gingen er in 1941-1943 naar de Arnhemse tram en zes bijwagens gingen er in 1940 naar de Haarlemse tram. Van deze laatste serie (NZH B31-B36) bleef er na de buitendienststelling in 1948 een exemplaar (B 32) als museumtram in het voormalige Nederlands Tram Museum te Weert bewaard. In 1974 keerde deze terug in Amsterdam. De wagen heeft weer zijn oorspronkelijke Amsterdamse nummer 663 terug gekregen. Ook is de 679 nog aanwezig, deze heeft jarenlang dienstgedaan als vakantiewoning, en wacht nu op restauratie.

### Tweede generatie - Grootbordessers
Samen met de aflevering van de 135 nieuwe motorwagens 236-300 en 321-390 kwamen er 140 bijpassende bijwagens, met de nummers 701-840, die tussen 1914 en 1918 bij Werkspoor werden gebouwd. Zij hadden dezelfde afmetingen als de motorwagens, maar vijf zijramen (drie kleine en twee grotere). In 1921 kwamen er nog veertig bijwagens met de nummers 841-880, die door HAWA in Hannover werden gebouwd. Deze 180 bijwagens vormden de grootste serie Amsterdamse bijwagens die hebben dienstgedaan achter (bijna) alle typen tweeassige motorwagens die in Amsterdam hebben gereden. Ruim een halve eeuw waren zij beeldbepalende bijwagens van de Amsterdamse tram.
In 1938 werden er vijftien bijwagens (701-707 en 709-716) verbouwd tot de motorwagens 476-490. In 1947 werden de eerste bijwagens van deze serie afgevoerd. De helft van de serie reed langer dan vijftig jaar, en de laatste gingen buiten dienst in 1968. Van deze grote bijwagenserie bleef ook een relatief groot aantal van veertien exemplaren bewaard als museumtrams: 731, 739, 748, 754, 757, 766, 776 (ex-721), 778, 780, 792, 807, 816, 820 (in 2015 gesloopt) en 822. 

#### Middeninstapbijwagens
In 1921 werd door Linke Hoffman een serie geheel afwijkende bijwagens geleverd. Deze bijwagens met de nummers 881-900 hadden een verlaagd middenbalkon, waardoor in- en uitstappen gemakkelijker was. Voorts waren dit de enige bijwagens waar roken in een der compartimenten was toegestaan, waardoor zij bij de reizigers zeer geliefd waren. Zij waren speciaal bestemd voor lijn 2 die naar de rijke buurten in Amsterdam-Zuid liep en een kritisch publiek had. Tot de buitendienststelling in 1957 bleven zij lijn 2 trouw, ook al reden zij ook wel op andere lijnen. In 1957 werden zij alle gesloopt.

### Derde generatie - Blauwe wagens
Tegelijk met de levering van de motorwagens 396-445 werden in 1929-1930 dertig bijpassende bijwagens geleverd door Beijnes te Haarlem. Zij kregen de nummers 901-930. Zij deden (bijna) uitsluitend dienst achter de bovengenoemde motorwagens. Omdat in de jaren dertig het gebruik van bijwagens verminderde werd een deel hiervan verbouwd tot motorwagens. De bijwagens 901-930, werden in 1936-1938 verbouwd tot de motorwagens 446-475. Een motorwagen, de 470, werd rond 1990 teruggebouwd tot museumbijwagen 916.

#### Middeninstapbijwagens
In 1930 werden er nog twintig nieuwe bijwagens in de nieuwe blauwe kleur nieuw geleverd. Dit betrof de middeninstapbijwagens 931-950, gebouwd door Allan te Rotterdam. Zij waren een iets grotere uitvoering van de negen jaar eerder gebouwde 881-900, zij hadden aan iedere kant één klein zijraam meer. Deze bijwagens reden tot 1949 vrijwel uitsluitend op de nieuwste tramlijn, lijn 25 naar de nieuwbouwbuurten in Amsterdam-Zuid. Na de komst van de drieassers verhuisden zij naar lijn 5 waar zij dienstdeden tot 1958. Een bijwagen bleef bewaard, de rest werd gesloopt. De 946 is nog als museumtram aanwezig.

## Trams van na de Tweede Wereldoorlog

### Vierde generatie - Drieassers

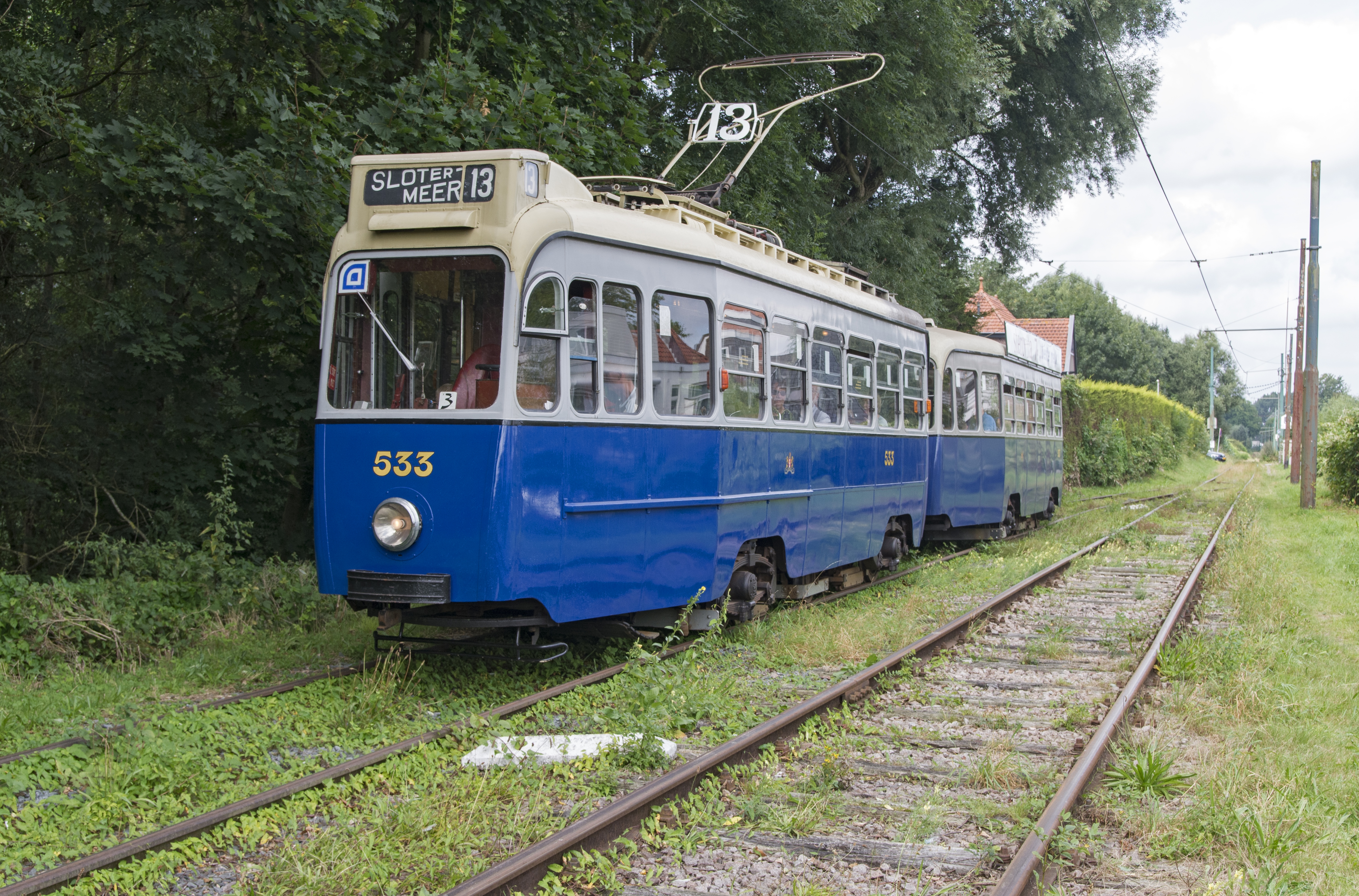
Drieassig tramstel 533 + 987 op de Electrische Museumtramlijn Amsterdam.

Reeds aan het einde van de jaren dertig dacht de Gemeentetram Amsterdam aan de bestelling van nieuwe grotere trams. Omdat de tot dan toe gebruikelijke tweeassers hiervoor niet toereikend waren moesten zij draaistellen krijgen. Moderne vierassers, zoals die sinds 1929 in Rotterdam te vinden waren, waren voor Amsterdam te duur. Daarom werd een compromis gevonden in de aanschaf van drieassers. In Zürich in Zwitserland waren in 1938 twee drieassers op proef in dienst gesteld. Vertraagd door de Tweede Wereldoorlog bestelde de Amsterdamse tram in 1946 een serie drieassige trams bij Werkspoor te Utrecht, gebaseerd op het drieassige onderstel van het Zwitserse type Buchli.
Tussen 1948 en 1950 werden zestig motorwagens (491-550) en vijftig bijpassende bijwagens (951-1000) afgeleverd. In een aantal opzichten waren zij moderner dan de voorgaande tramseries. Zo hadden zij een wagenbak in lichte stroomlijnvorm, zittende bestuurder en conducteur, beklede banken, elektrische deuren en waren uitgevoerd als eenrichtingwagens. Wel hadden zij nog de klassieke sleepbeugel. Met de komst van deze voor die tijd moderne trams konden de laatste trams uit de begintijd van de elektrische tram worden afgevoerd. Nadat zij hun eerste ritten maakten op de lijnen 26 en 11 reden de drieassers aanvankelijk vooral op de lijnen 9, 24 en 25. Na de komst van de gelede wagens raakten zij verspreid over andere tramlijnen. In 1968 werden de motorwagens vernummerd in 891-950.
De eerste drieassers gingen in 1968 buiten dienst op een leeftijd van slechts twintig jaar. De laatste reden in de lijndienst in 1983. Zij werden afgevoerd in de jaren zeventig en tachtig. Enkele exemplaren bleven bewaard als museumtrams, waaronder de 533 en 987 in oorspronkelijke uitvoering en onder andere de 891, 902, 903, 909, 958, 961 en 968 in gemoderniseerde vorm.

## Gelede wagens

### Beijnes- en Werkspoor-trams

#### Enkelgeleed

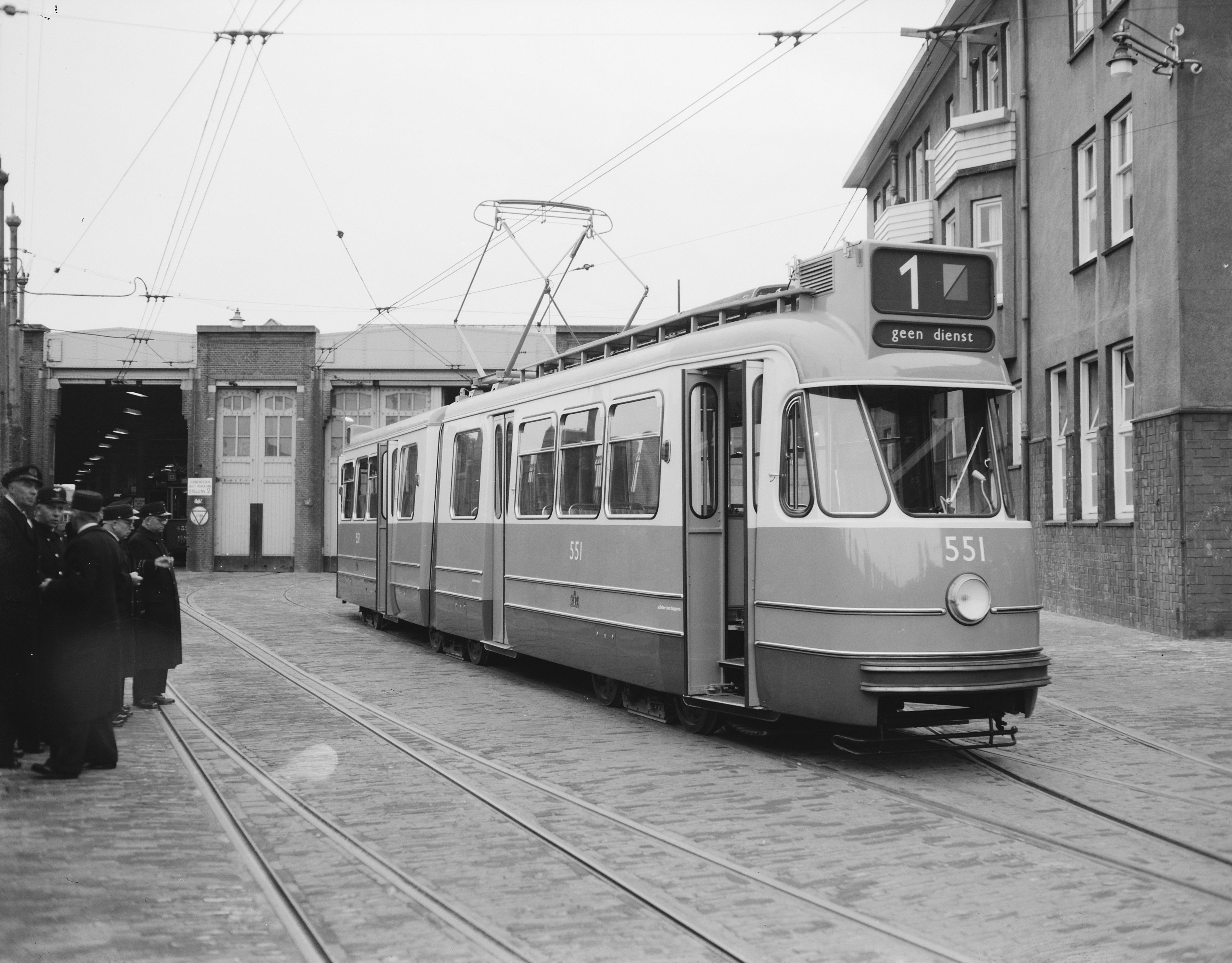
Proefrit met de eerste enkelgelede tram in Amsterdam. Motorwagen 551 bij de Remise Havenstraat; april 1957.

Halverwege de jaren vijftig maakte de Amsterdamse tram, ondanks de recente aanschaf van de drieassers, een verouderde indruk. De autobussen maakten een grote ontwikkeling door en werden een serieuze concurrent ook voor de Amsterdamse tram. Diverse tramlijnen werden door busdiensten vervangen. De introductie van moderne gelede trams in Italië in 1940 en in Duitsland in 1954 gaf uitzicht op een modern alternatief voor de Amsterdamse tram. In 1955 werden 'als proef' 25 enkelgelede wagens besteld, die in eerste instantie speciaal bestemd waren voor de lijnen 1 en 2 door de smalle Leidsestraat, waar een busexploitatie niet geschikt voor werd geacht.
Deze nieuwe trams met de nummers 551-575 werden gebouwd door Beijnes, inmiddels verhuisd naar Beverwijk; de Zwitserse rijtuigfabriek Schindler te Pratteln bouwde het casco van een aantal wagenbakken. Naast allerlei moderne technische snufjes waren zij modern vormgegeven met een gestroomlijnde wagenbak, ontworpen door de architect Jaap Penraat en de vormgever Friso Kramer, die de kleurencombinatie lichtgrijs met wit kreeg. De klassieke stroomafnemer in de vorm van een sleepbeugel, maakte plaats voor een schaarbeugel. De tot dan toe gebruikelijke beugelcijfers werden vervangen door een grote lijnfilmkast aan de voorzijde, waar ook de traditionele lijnkleur een plaats kreeg. Deze voorziening werd tot 1991 bij alle nieuwe gelede wagens toegepast. Voorzien van krachtige motoren, konden de nieuwe tram ook nog sneller optrekken in het steeds drukker wordende verkeer.
De komst van deze eerste echt moderne trams in Amsterdam zorgde voor het voortbestaan van het trambedrijf en een herleving ervan. Plannen tot verdere verbussing gingen de kast in. Al spoedig werd een vervolgserie van 50 stuks geplaatst. In 1959 werden er nog twaalf enkelgelede wagens geleverd met de nummers 576-587.

#### Dubbelgeleed

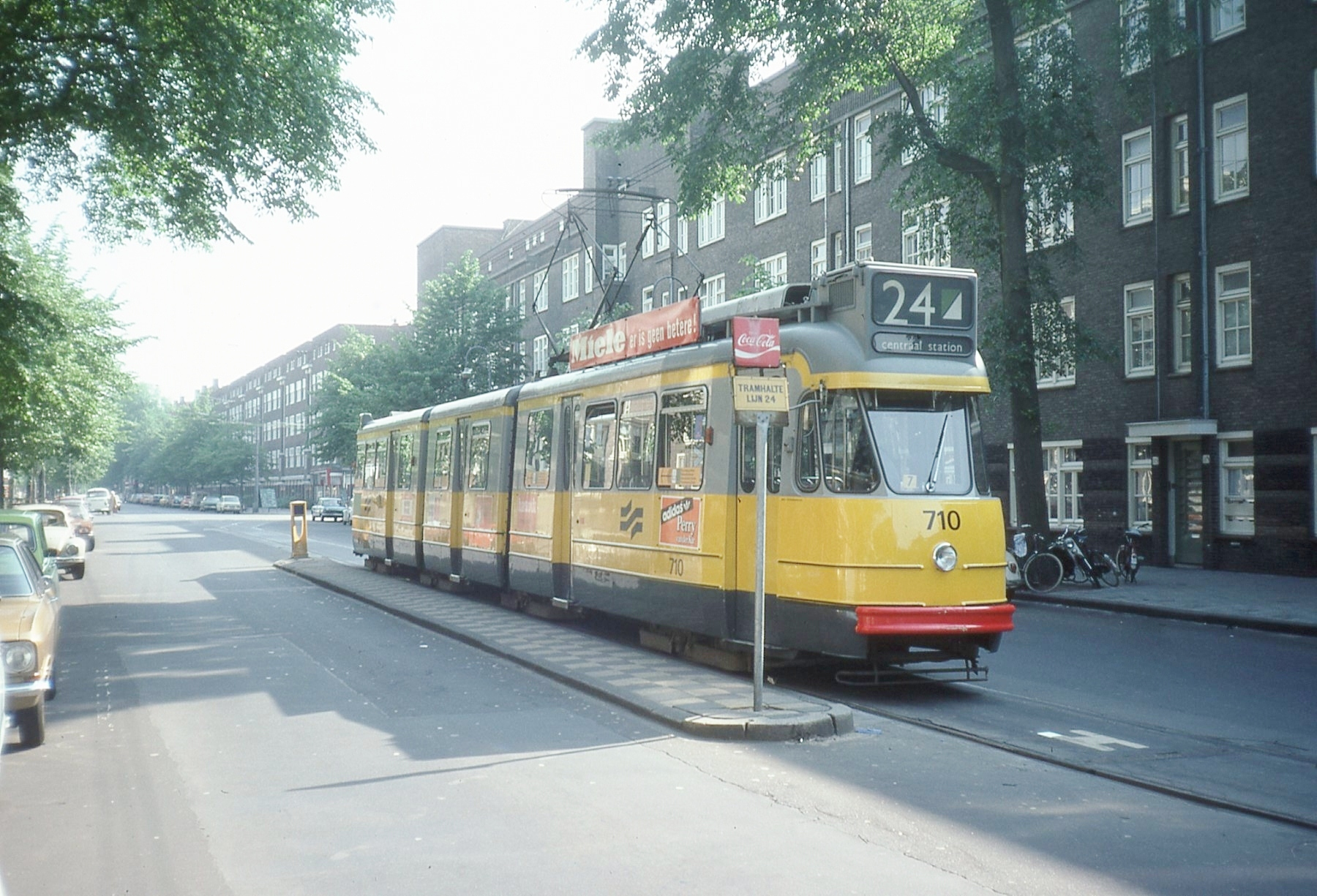
Deze trams (eerst grijs, later geel) bepaalden tussen 1959 en 2004 het straatbeeld in Amsterdam.

In 1958 werd gelede wagen 551 als proef van een extra middenbak voorzien en werd zo de eerste dubbelgelede achtasser in Nederland. Deze proef was zo succesvol dat de 33 nog af te leveren bestelde trams in 1959-1961 als dubbelgelede wagens werden geleverd. Zij kregen de nummers 602-634, waarbij de 551 inmiddels was vernummerd in 601. Deze nieuwe gelede wagens vervingen veel oud trammaterieel van ongeveer een halve eeuw oud.
De aanleg van een nieuwe sneltramlijn 17 naar Osdorp in 1962 leidde tot aanschaf van nog eens 18 iets bredere dubbelgelede trams, de 635-652. Dit waren de laatste door Beijnes gebouwde trams. Voor de aan te leggen tramlijn naar Buitenveldert werden in 1964 nog eens 17 dubbelgelede wagens besteld. Omdat de fabriek van Beijnes inmiddels was gesloten werden zij gebouwd door Werkspoor te Utrecht. Zij kregen de nummers 653-669. Omdat de aanleg van de tram naar Buitenveldert uitbleef (deze vond pas 25 jaar later plaats) werden de nieuwe trams gebruikt voor vervanging van oud materieel.
Om ook de laatste vooroorlogse trams door modern materieel te kunnen vervangen werden nog eens 55 gelede wagens bij Werkspoor besteld, waarbij een aantal wagenbakken werd gebouwd door Düwag in Düsseldorf. Deze werden geleverd in 1966-1968 en kregen de nummers 670-724. Het waren de laatste trams volgens het ontwerp van Penraat en Kramer. De Amsterdamse tram beschikte nu over 160 gelede wagens. Omdat in 1968 werd besloten tot aanleg van een metronet dat op de langere termijn de trams zou moeten vervangen, leek het er op dat dit de laatste nieuwe trams voor Amsterdam zouden worden.
In de jaren zeventig bleek de aanleg van de metro toch minder voorspoedig te gaan dan men in 1968 dacht en er gloorde een nieuwe toekomst voor de Amsterdamse tram, mede door uitbreiding met verlengingen naar nieuwe buitenwijken. Om op korte termijn uitbreiding van de capaciteit te verkrijgen werden de 36 enkelgelede wagens van een extra middenbak voorzien, die, omdat de fabriek van Werkspoor in 1972 was gesloten, werden gebouwd door Düwag te Düsseldorf. De 36 middenbakken werden in 1972-1973 in de 552-587 geplaatst, die tevens werden vernummerd in 852-887. De 601 (ex-551) kreeg nu het nummer 851.

### LHB-trams

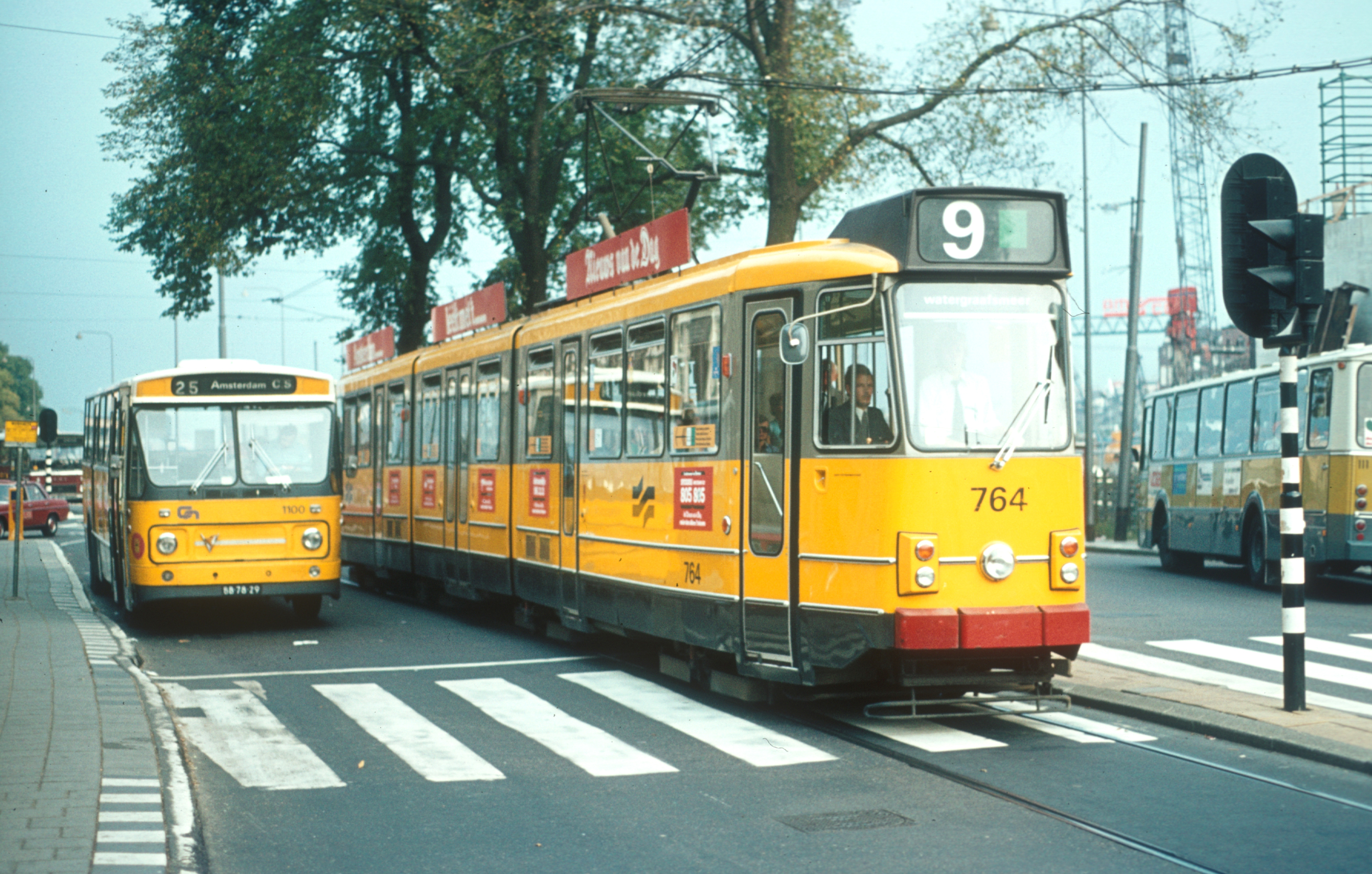
Een tram uit de serie 8G.

In 1974-1975 werden weer 55 dubbelgelede wagens aangeschaft. Nu was de Duitse fabriek van Linke-Hofmann-Busch te Salzgitter de leverancier. De 725-779 hadden een geheel nieuw ontwerp met diverse nieuwe technische ontwikkelingen. Ook werden zij in de inmiddels ingevoerde gele huisstijlkleur afgeleverd. Deze serie werd door veel technische problemen geplaagd. Omdat het staal waarvan zij waren gemaakt bij een deel van de wagens van mindere kwaliteit was dan van hun voorgangers is een deel van de wagens vervroegd afgevoerd en hebben de andere wagens ook minder lang dienstgedaan.

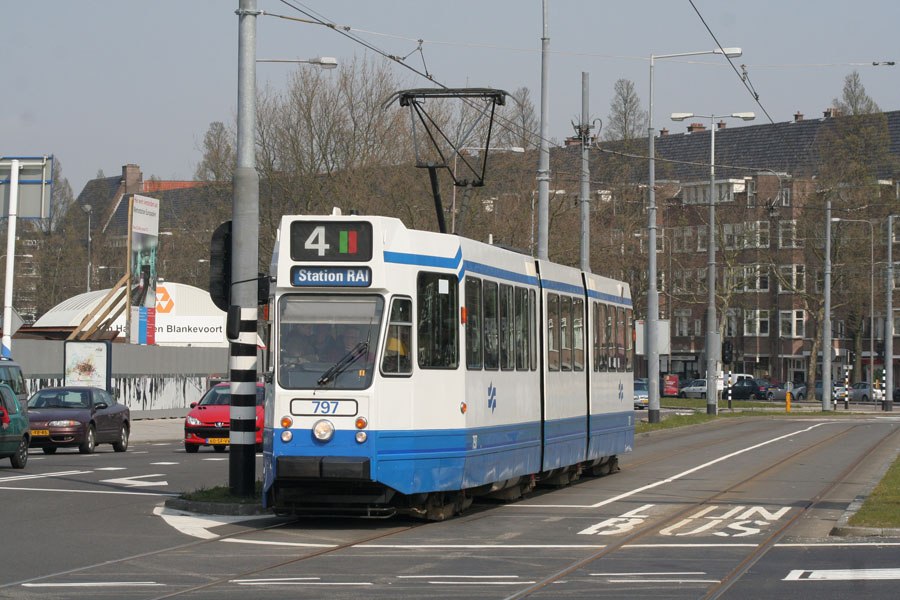
Dubbelgelede wagen 797 op het Europaplein in Amsterdam-Zuid. Dit tramtype deed dienst tussen 1979 en 2016.

In 1979-1980 kwam een nieuwe serie dubbelgelede wagens van LHB, nu van een aangepast en elektronisch eenvoudiger ontwerp, waardoor er minder storingen zouden optreden. Deze 37 gelede wagens met de nummers 780-816 vervingen de laatste nog dienstdoende drieassers en waren voorts bedoeld voor uitbreidingen van het tramnet. Na levering van deze serie beschikte de Amsterdamse tram over 252 dubbelgelede wagens, het grootste aantal waarover een trambedrijf in Europa heeft beschikt.

### BN-trams

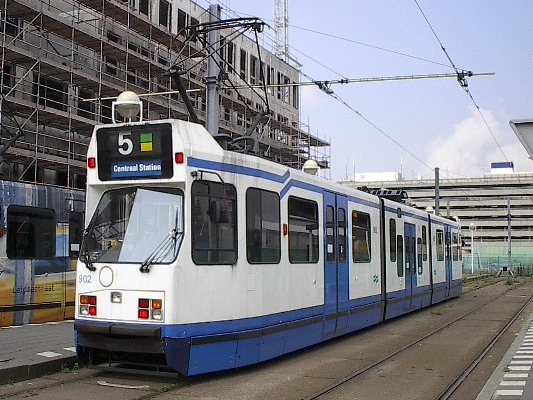
Tramlijn 5 van het centrum van Amstelveen naar het centrum van Amsterdam met tweerichting BN-tram uit 1989.

De aanleg van de Amstelveenlijn leidde tot aanschaf van weer nieuwe trams van een geheel afwijkend ontwerp. De Haagse gelede wagens van het type GTL8 stonden hiervoor model. Een Haagse tram reed in 1987 proef in Amsterdam. Bij dezelfde leverancier als de Haagse tram, La Brugeoise et Nivelles (BN) te Brugge, werden 45 dubbelgelede wagens aangeschaft, die geleverd werden in 1989-1991. Zij kregen een verlaagde middenbak na een proef met de oude gelede wagen 886 in 1986. Hiervan werden er twintig als tweerichtingwagens uitgevoerd voor lijn 5, die in Amstelveen een kopeindpunt kreeg. Zij werden 901-920 genummerd. De overige 25 trams, met de nummers 817-841, werden als eenrichtingwagen uitgevoerd en dienden als vervanging van de oudste gelede wagens uit 1957.

### Gehuurde trams
Omdat de twintig tweerichting gelede wagens voor lijn 5 niet voldoende waren huurde de Amsterdamse tram in afwachting van de komst van de nieuwe Combino's in 1999 drie rode tweerichtingtrams uit Duisburg (Duitsland). Deze in 1986 door Düwag gebouwde trams (model GT10NC-DU) waren aanvankelijk dubbelgelede achtassers. In de jaren negentig werd een extra middenbak ingebouwd, zodat het tienassers werden. In Duisburg waren de trams 1001-1003 genummerd, in Amsterdam droegen zij in omgekeerde volgorde) de nummers 999-997. Na de aflevering van de nieuwe 2201-2204 keerden zij in 2002 terug naar Duisburg.

### Vervanging oude gelede wagens
De oudste gelede wagens waren inmiddels ruim dertig jaar oud en tussen 1991 en 1995 werd het grootste deel van de serie 851-887 afgevoerd. Twintig trams werden naar Poznan in Polen verkocht, waar zij nog ongeveer tien jaar dienstdeden. Van deze serie zijn twee exemplaren als museumtrams in Amsterdam bewaard gebleven: de 869 en de weer enkelgeleed geworden 586.
Rond het jaar 2000 kwam ook de vervanging van de andere oude gelede wagens aan de orde. Van de serie 725-779 waren al een aantal exemplaren wegens schade afgevoerd, terwijl de rest van deze serie op zijn eind liep. Ook de Beijnes- en Werkspoor-trams die veel degelijker waren, waren inmiddels ruim dertig tot ruim veertig jaar oud.

## Trams in de 21e eeuw

### Combino-lagevloertrams

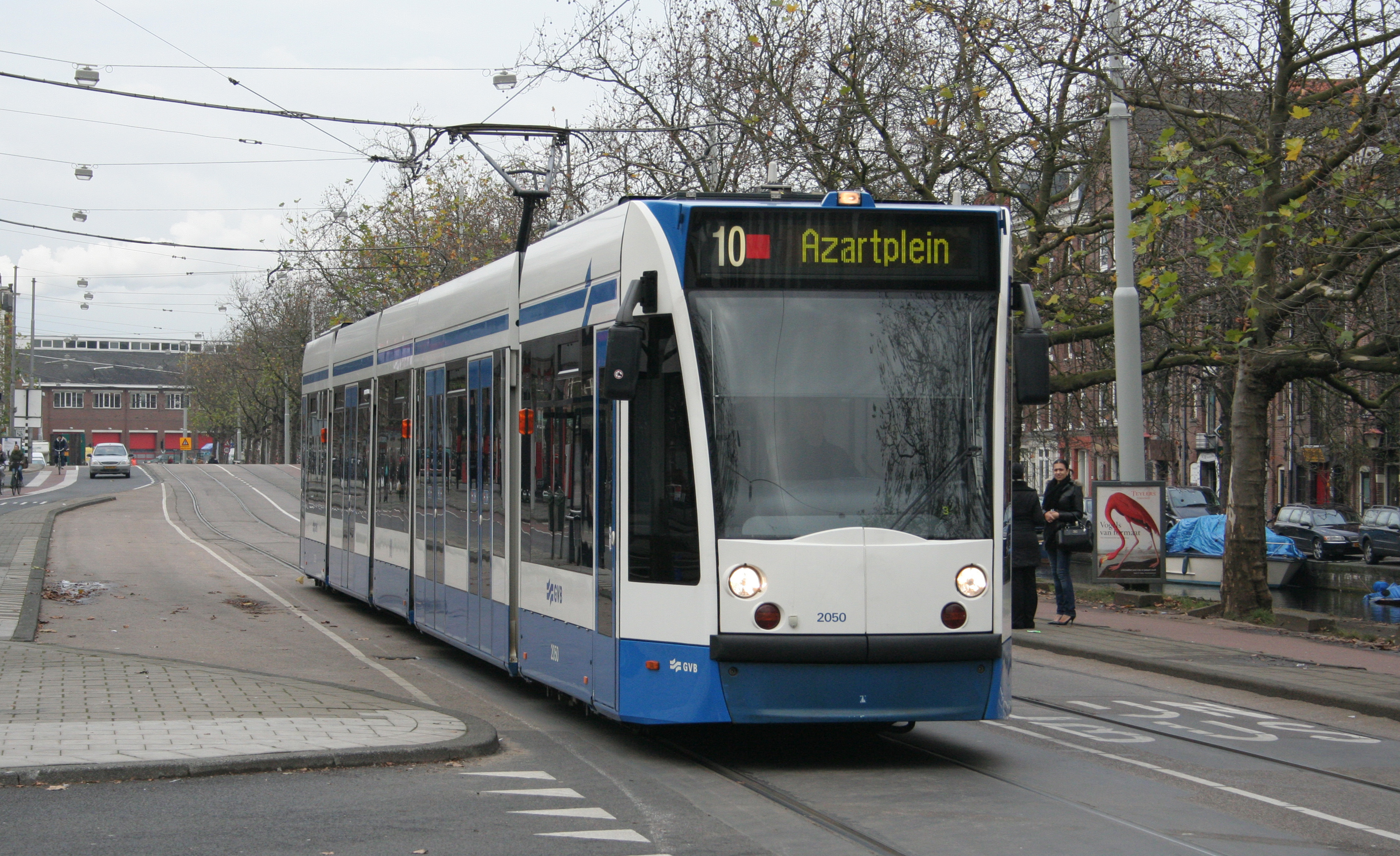
Combino uit 2002 op tramlijn 10 in de Marnixstraat.

Na een aanbestedingsronde werd de keuze voor nieuwe lagevloertrams bepaald op het type Combino van Siemens uit Duitsland. In 1999 werd er proefgereden met een prototype. In plaats van verder proef te rijden met een kleine protoserie werd er meteen een grote serie van 155 Combino's besteld, waardoor in een keer alle gelede trams uit de jaren 1959-1975 konden worden vervangen.
De nieuwe lagevloertrams kregen de nummers 2001-2151 (serie 13G/C1/C1A). Voorts kwamen er vier exemplaren die als tweerichtingwagens werden uitgevoerd voor lijn 5 met de nummers 2201-2204 (serie 14G/C2A). De hele serie Combino's werd geleverd in 2002-2004. Parallel daarmee gingen in dezelfde jaren alle trams van de series 602-724 en 725-779 buiten dienst. In het voorjaar van 2004 werd na 47 jaar afscheid genomen van deze typisch Amsterdamse trams. Enkele exemplaren hadden 44 jaar dienstgedaan. Elf werden er verkocht naar Poznan in Polen, waar zij nog tot 2011 dienstdeden, totaal dus ruim 51 jaar (1959-2011). Een ervan, MPK 800 (ex-GVB 615), keerde terug naar Amsterdam. Enkele andere exemplaren bleven als museumtrams in Amsterdam bewaard: de 602, 665, 709, 734 en 776.

### Urbos-trams

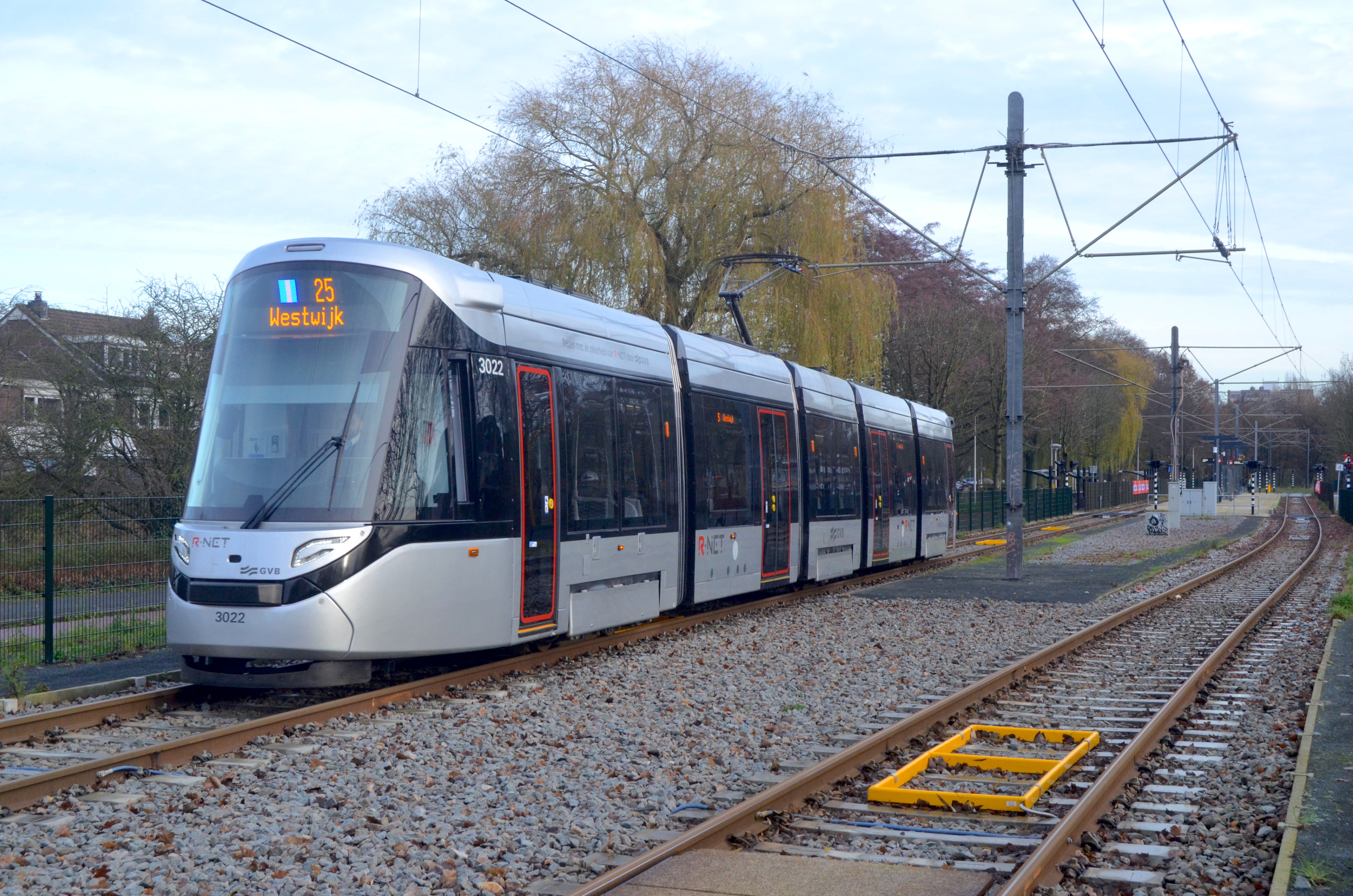
Tramlijn 25 met 15G tram op de eerste dag in bedrijf bij de halte Amstelveen Poortwachter; 13 december 2020.

In november 2014 startten de Stadsregio Amsterdam en het GVB met de voorbereidingen voor de aanschaf van nieuw trammaterieel serie 15G, dat vanaf 2019 werd afgeleverd. De trams zijn van het type Urbos 100, geproduceerd in Spanje door het Baskische bedrijf Construcciones y Auxiliar de Ferrocarriles (CAF). Het nieuwe materieel is bestemd voor de tot Amsteltram verbouwde Amstelveenlijn (vanaf december 2020), de vervanging van de trams van de serie 11G van lijn 5 (in 2021), deels ook van het Sneltrammaterieel S1/S2 van lijn 51, de herziening van het netwerk na de opening van de Noord/Zuidlijn in 2018 en de verwachte groei op IJtram lijn 26.
Uitgangspunt is een tweerichtingstram van maximaal 30 meter lang met een lage vloer over minimaal 70% van de tram. De tram wordt uitgevoerd zonder conducteurscabine en moet ook gekoppeld kunnen rijden. Afhankelijk van de vervoersvraag en uitbreidingen van het netwerk zou dit materieel (gedeeltelijk) ook de serie Amsterdamse gelede trams 11G en 12G vervangen. Mede gezien de verminderde materieelbehoefte door de coronacrisis konden beide series geheel worden afgevoerd. In eerste instantie werd gedacht aan de aanschaf van 37 tot 47 wagens. De basisbestelling kwam uit op 63 trams. Een optie voor nog eens 60 trams is toegevoegd, hiervan zijn er in 2020 negen bijbesteld, zodat bestelling op 72 trams uitkwam. De eerste tram van deze serie werd bij de Hoofdwerkplaats van het GVB in Diemen-Zuid afgeleverd op 26 april 2019. Sinds 13 december 2020 doen de nieuwe 15G trams dienst op de vernieuwde Amsteltram op tramlijn 25 en sinds de loop van 2021 ook op de lijnen 5 en 19. Sinds maart 2022 rijden de 15G trams ook op lijn 24.
De Amsterdamse tram heeft in het dienstregelingjaar 2025 voor de normale dienst uiteindelijk de beschikking over in totaal 226 wagens.

## Niet gebouwd materieel

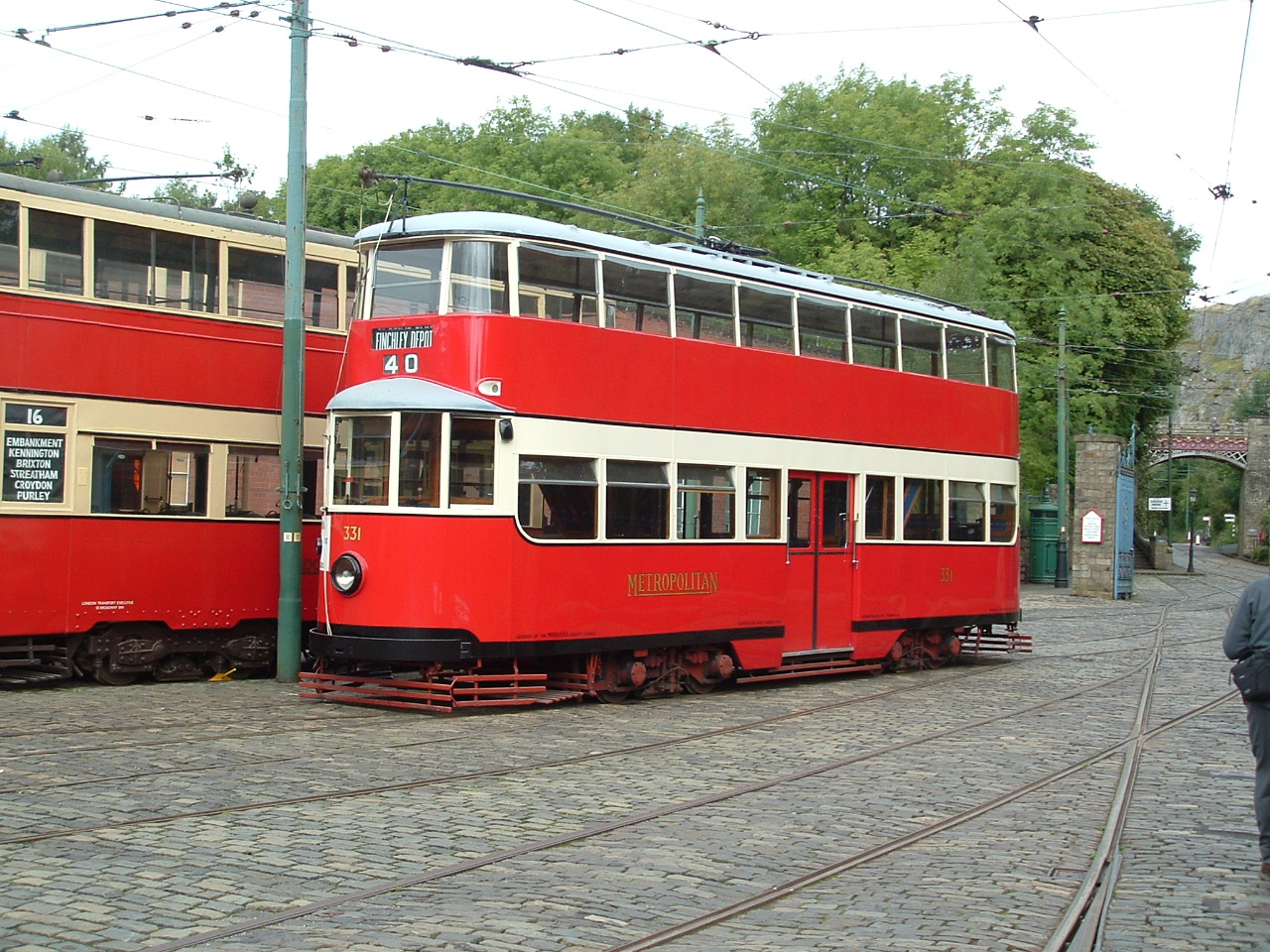
Tram type Feltham wagennummer 331.

Aangezien de trams niet langer gemaakt konden worden bij inzet in de Leidsestraat zocht men het in 1931 in de hoogte. Werkspoor ontwierp in 1931 
op basis van het in Londen toen succesvol in dienst genomen "type Feltham" een twaalf meter lange en bijna vijf meter hoge dubbeldekstram die onder de toenmalige op 7,5 meter hoogte hangende bovenleiding een normale sleepbeugel kon hebben. Het ontwerp kwam echter niet verder dan de tekentafel omdat het GTA onvoldoende financiën hier voor ter beschikking had.